# Curupira
|  | No s'ha de confondre amb Kurupí. |

El Kurupira(en tupí-guaraní antic), Curupira, o Kurupí (en guaraní), sent pronunciat en portuguès brasiler [kuɾuˈpiɾɐ], és un ésser sobrenatural, guardià dels boscos. Aquest personatge llegendari forma part essencialment dels mites d'influència tupí-guaraní, com els de l'Amazònia del Brasil, el nord-est d'Argentina i el Paraguai. El mite té variants regionals i locals al relat.
Un dels possibles significats de «kurupí», en guaraní, és «pell amb grans» o «pell rugosa». La variant de la paraula del tupí-guaraní antic de «kurupira» al «kurupí» del guaraní crioll s'ha donat també en altres paraules com «kapi'yvara» en tupí-guaraní antic (fent referència al capibara) i «kapi 'yvá» al guaraní crioll parlat avui dia.
En general, pren la forma d'un noi de cabell vermell flamejant. No obstant, la seva qualitat més característica és que els peus estan invertits, mirant cap enrere.

## Llegenda
La seva raó de ser és protegir els boscos dels hàbits destructius de l'home. Tolera els que cacen per a l'alimentació, però s'enfureix contra els que cacen per plaer, desarmant els seus paranys i confonent-los perquè es perdin al bosc. Els seus peus mirant cap enrere poden tenir l'efecte de confondre els caçadors que intentin intentar seguir les seves petjades.
El curupira combina moltes característiques de fades de l'oest africà i europees, però generalment es considera com un dimoni local.